# پانگکال پینانگ

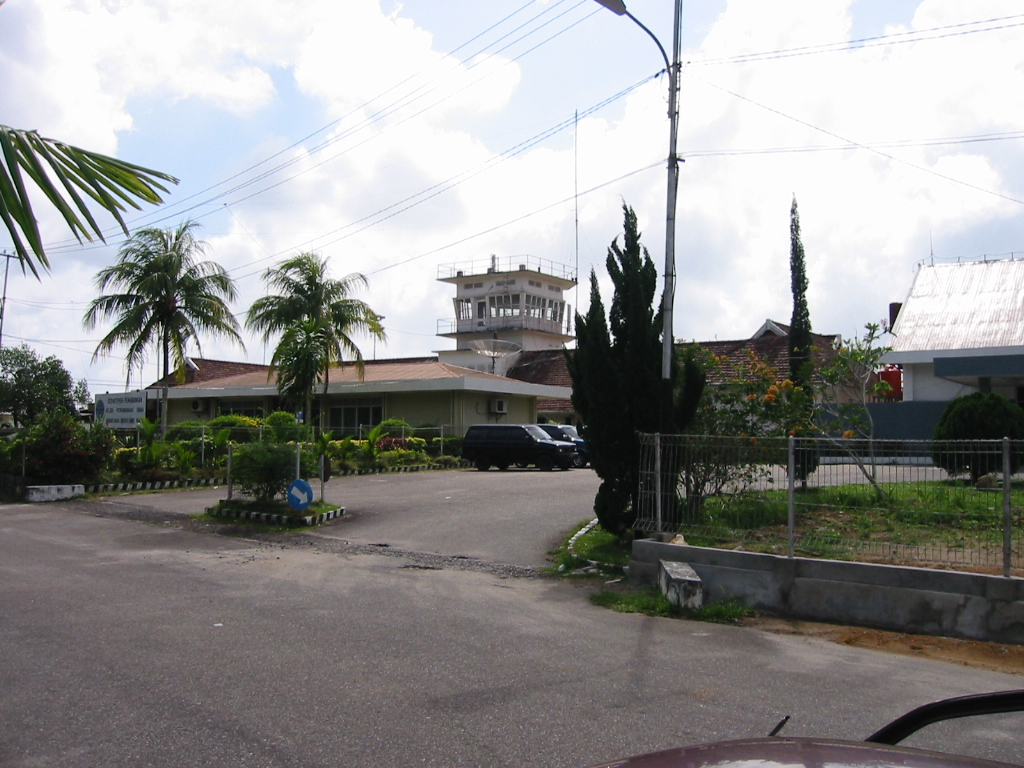
فرودگاه پانگکال پینانگ.

پانگکال پینانگ (اندونزیایی: Kota Pangkal Pinang) بزرگ‌ترین شهر جزیرهٔ بانگکا و پایتخت جزایر بانگکا-بلیتونگ در اندونزی است. این شهر در ساحل شرقی جزیرهٔ بانگکا و در مختصات جغرافیایی ۲ درجه و ۸ دقیقهٔ جنوبی و ۱۰۶ درجه و ۷ دقیقهٔ شرقی واقع شده و موزهٔ تیماه، پرستشگاه چینیان و ساحل پاسیرپادی را شامل می‌شود.
جمعیت پانگکال پینانگ در سال ۱۹۹۰ بالغ بر ۱۰۸٬۴۱۱ نفر بوده که این رقم در سال ۲۰۰۵ به ۱۳۴٬۰۸۲ نفر افزایش یافته‌است. ساکنان اصلی این شهر را مالایی‌ها تشکیل می‌دهند. هم‌چنین چینی‌های اندونزی که از استان گوانگ‌دونگ در جنوب چین به این منطقه مهاجرت کرده‌اند نیز بخش عمده‌ای از ساکنان آن را شامل می‌شوند.
در تنظیم کاربری معادن گران‌بهای حلب موجود در بانگکای شرقی، این منطقه که از مستعمره‌های هلند بود، به بانگکا-بلیتونگ ملحق شد و در سال ۱۹۱۳ پایتخت این منطقه از مونتوک به پانگکال پینانگ انتقال یافت.